# Filago (Italia)
Filago es una localidad y comune italiana de la provincia de Bérgamo, región de Lombardía, con 3.076 habitantes.
Situado en la Isla Bergamasca, está a unos 15 kilómetros de la capital Bergamo.

## Galería fotográfica

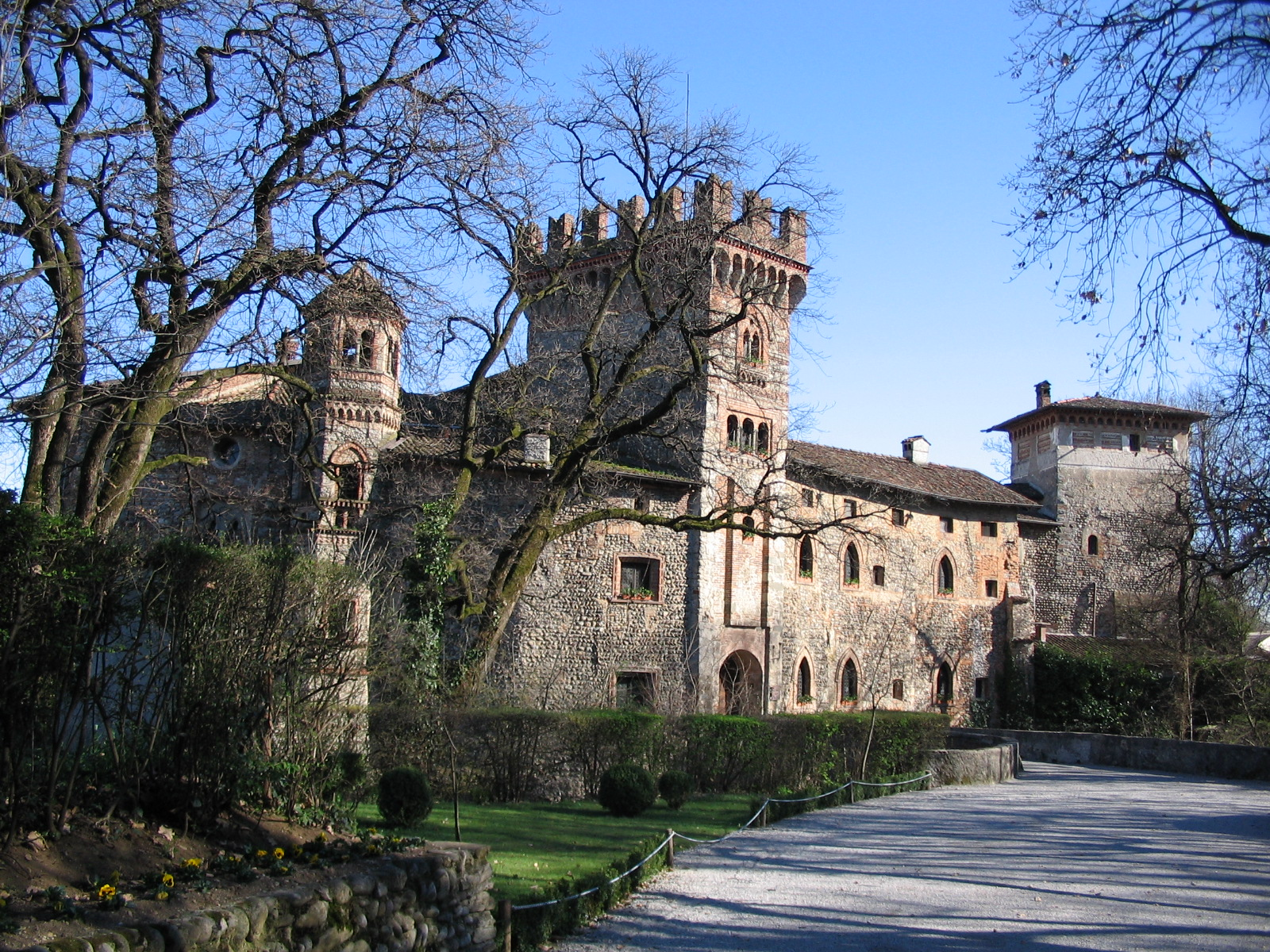
Castillo de Marne

## Evolución demográfica
| Gráfica de evolución demográfica de Filago entre 1861 y 2001 |
|                                                              |
| Fuente ISTAT - elaboración gráfica de Wikipedia              |